# Lipovánok

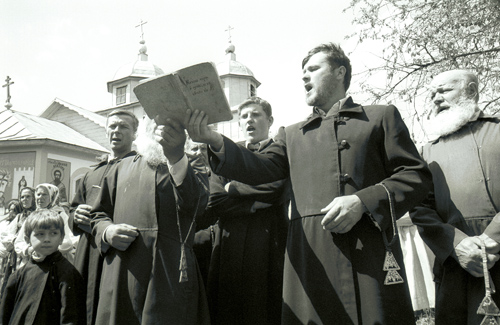
Lipovánok szertartása templomuk előtt a román Slava Cercheză faluban 2004-ben (Mihail Evsztafijev fotója)

A lipovánok (románul: lipoveni, oroszul: липоване) orosz ortodox óhitűek (raszkolnyikok), akik többnyire orosz eredetűek. A Duna deltájában élnek, Románia keleti részében, Tulcea megyében, illetve Ukrajnában, az Odesszai területen és a Csernyivci területen. A 2002-ben tartott legutóbbi népszámlálás adatai szerint számuk mintegy 29 700 fő.

## Történetük
A lipovánok Oroszországból emigráltak 200 évvel ezelőtt, mert konfliktusba kerültek a reformokat bevezető orosz ortodox egyházzal. Moldvában telepedtek le a Prut folyó mentén, illetve a Duna-deltában.
Ma is erősen ragaszkodnak vallási hagyományaikhoz, amelyek az orosz Nyikon pátriárka reformjai előtti állapotot tükrözik. A reformoknak ellenállva továbbra is a régi orosz nyelvet használták szertartásaikban, továbbra is két ujjal vetettek keresztet (nem hárommal, ahogy Nyikon reformjai előírták), és nem voltak hajlandóak levágni a szakállukat sem. Az orosz kormányzat és egyház üldözte őket, emiatt tiltakozásként sokan élve felgyújtották magukat, mások pedig elmenekültek Oroszországból.
Ukrajnában fő központjuk Vilkove város, ahol Szent Miklósnak szentelt templomuk van.
Házaik építéséhez a mocsaras területeken, ahol letelepedtek, árkok és csatornák ásásával száraz szigeteket hoztak létre. A házfalak hagyományosan nádból és sárból készültek. Ezen építkezési mód miatt épületeik hajlamosak voltak a megsüllyedésre, ezért néhány évenként újra kellett építeni őket.

## Híres emberek
- Ivan Patzaichin